# 240-ва моторизована дивізія (СРСР)
240-ва моторизована дивізія — військове з'єднання РСЧА у складі 16-го механізованого корпусу (16 МК) до та під час Німецько-радянської війни.

## Історія
240-ва моторизована дивізія була сформована навесні 1941 року.
У складі 16-го МК брала участь у боях у складі Південного фронту за Бердичів та Козятин. До кінця липня 240-ва МТД була розділена на три частини — одна залишалася у складі 16-го МК, інша опинилася у складі 18-ї Армії, ще одна частина вела бої на фастівському напрямку. У кінці липня 1941 року основна частина дивізії разом з корпусом потрапила в Уманський котел та була розгромлена. З полону вдалося вийти частині бійців та офіцерів на чолі командира дивізії І. В. Горбенко.

## Повна назва
240-ва моторизована дивізія

## Підпорядкування
- Київський військовий округ, 16-й механізований корпус (до 22 червня 1941)
- Південно-Західний фронт, 12-та армія, 16-й механізований корпус (22 червня — 25 червня 1941)
- Південний фронт, 18-та армія, 16-й механізований корпус (25 червня — 4 липня 1941)
- Південно-Західний фронт, 16-й механізований корпус (4 липня — 13 липня 1941)
- Південно-Західний фронт, 6-та армія, 16-й механізований корпус (13 липня — 25 липня 1941)
- Південний фронт, 16-й механізований корпус (25 липня — 7 серпня 1941)

## Склад
- 836-й мотострілецький полк
- 842-й мотострілецький полк
- 145-й танковий полк
- 692-й артилерійський полк
- 217-й окремий винищувально-протитанковий дивізіон
- 9-й окремий зенітно-артилерійський дивізіон
- 271-й розвідувальний батальйон
- 368-й легко-інженерний батальйон
- 575-й окремий батальйон зв'язку
- 221-й артилерійський парковий дивізіон
- 396-й медико-санітарний батальйон
- 706-й автотранспортний батальйон
- 198-й ремонтно-відновлювальний батальйон
- 55-та рота регулювання
- 491-й польовий хлібозавод
- 602-га польова поштова станція
- 533-тя польова каса Держбанку

## Командири
- Полковник І. В. Горбенко